# Département de Diourbel
Le département de Diourbel est l'un des trois départements de la région de Diourbel (Sénégal).

## Administration
Son chef-lieu est la ville de Diourbel, qui est aussi la seule commune du département.

### Arrondissements
Les deux arrondissements sont :
- Arrondissement de Ndindy
- Arrondissement de Ndoulo

## Géographie

### Population
Lors du recensement de décembre 2002, la population était de 213 717 habitants. En 2005, elle était estimée à 220 221 personnes, et à 344 108 personnes en 2023.  